# 七匹狼男装
七匹狼男装（英文名：Septwolves）全称福建七匹狼实业股份有限公司，是一家主营茄克和商务休闲男装的大陆上市服装公司（股票代码深交所：002029），由周少雄于1990年在福建泉州晉江金井创立，总部位于泉州。

## 与其竞争的中国品牌
中国的男装行业竞争激烈，面临着库存居高不下和业绩下滑的严峻形势。

| - 劲霸男装 - 大杨创世 | - 柒牌 - 海澜之家等 |

## 投資
集團除了時尚產业，旗下的子公司投資地产、金融、科技、風險投資，持股企業包括廈門銀行、阳光保险集團、蚂蚁集团等企業 